# 밀양여자중학교
밀양여자중학교(密陽女子中學校)는 대한민국 경상남도 밀양시 삼문동에 위치한 공립 중학교이다.

## 학교 연혁
- 1953년 4월 15일 : 밀양여자중학교 6학급 인가
- 1953년 5월 15일 : 밀양중학교 2, 3학년 여학생 편입학
- 1959년 10월 17일 : 밀주초등학교와 교사 교환
- 1964년 5월 1일 : 본관 교사 신축
- 1984년 11월 1일 : 신관 교사 신축
- 1997년 5월 22일 : 별관교사(정보관) 준공
- 1998년 7월 16일 : 체육관 준공
- 2000년 11월 20일 : 급식소 준공
- 2003년 10월 22일 : 난향관 준공
- 2008년 3월 1일 : 학칙변경 24학급 인가
- 2009년 7월 16일 : 본관개축 및 인조잔디 운동장 준공
- 2021년 9월 1일 : 제29대 제홍점 교장 취임
- 2022년 12월 30일 : 제70회 졸업식 (졸업생 225명, 졸업생 총인원 21,582명)
- 2023년 3월 2일 : 신입생 7학급 200명 입학

## 참고 자료
- 밀양여자중학교 - 한국교육학술정보원 학교알리미